# Guerra magontino-assiana
La guerra magontino-assiana (in tedesco, Mainzisch-Hessischer Krieg, detta anche guerra d'Assia e Magonza) del 1427 fu il conflitto finale dopo due secoli di dispute tra l'arcidiocesi di Magonza ed il langraviato d'Assia per la supremazia sulla regione dell'Assia. Le battaglie decisive condotte dal langravio Ludovico I d'Assia sulle milizie di Magonza guidate dal generale Gottfried von Leiningen e dall'arcivescovo Konrad von Dhaun posero fine alle ambizioni di Magonza sulla regione. La pace di Francoforte, siglata l'8 dicembre 1427, pose fine ai confronti nella regione e pacificò le due realtà.

## Sfondo storico
Da oltre due secoli l'Assia e Magonza erano in conflitto continuo per il controllo dei villaggi della Reinhardswald, nonché dei monasteri di Lippoldsberg e di Helmarshausen, oltre che per i diritti sulla città di Wetter. Dal 1425 in poi, le continue interferenze dei conti Enrico VII di Waldeck e Volrado I di Waldeck nelle questioni dell'abbazia di Fulda esasperarono ulteriormente le tensioni. Vi furono dei tentativi di acquietare gli animi, ma alla fine si giunse alla guerra aperta tra i due stati nel 1427.

### Fulda
Per gran parte del XIV e per i primi anni del XV secolo, l'abbazia di Fulda si trovò pesantemente indebitata sia per le faide coi signori secolari dell'area sia per l'incendio devastante che colpì il complesso nel 1398 e che richiese notevoli spese per la riparazione di chiesa e monastero. Inoltre l'abate in carica, Giovanni I di Merlau, si era ammalato nel 1419 e di conseguenza il capitolo della collegiata aveva preso il sopravvento nelle decisioni. Su pressione dell'arcivescovo di Magonza, Konrad von Dhaun, venne nominato Ermanno II di Buchenau come coadiutore ed amministratore durante l'impossibilità dell'abate. Questa decisione portò ovviamente allo scontro tra l'abate Giovanni, che insisteva per mantenere i propri diritti e le proprie prerogative come abate di Fulda, ed il nuovo coadiutore. Giovanni venne attaccato da Ermanno al castello di Neuhof nel 1420 ed esiliato nel villaggio di Ottershausen. Giovanni inviò quindi una petizione all'arcivescovo Konrad ed al vescovo Giovanni II di Würzburg richiedendo aiuto, ma i due semplicemente ignorarono le sue richieste, nominando invece Eberardo di Buchenau, parente del coadiutore, quale nuovo balivo di Fulda. L'interferenza dell'arcidiocesi di Magonza nell'amministrazione dell'abbazia di Fulda poneva una seria minaccia all'autorità di Ludovico I d'Assia dal momento che Fulda minacciava di staccarsi dal resto dell'Assia sotto l'assicurazione e la protezione dell'arcivescovo di Magonza. Inoltre Ermanno di Buchenauer si era preso la liberàt di impegnare a Magonza diversi castelli e feudi dipendenti da Fulda per pagare i debiti dell'abbazia. Nel 1425, l'abate Giovanni venne infine espulso da Fulda e trovò rifugio proprio presso il langravio Ludovico d'Assia.

### I conti di Waldeck
Il conte Enrico VII di Waldeck, che era divenuto un Lehnsmann (vassallo) dell'arcivescovo di Magonza nel giugno del 1400 dopo l'assassinio del duca Federico I di Brunswick-Wolfenbüttel, assieme a suo figlio Volrado I, aveva impegnato metà della propria contea al langravio Ludovico per la somma di 22 000 gulden a vita nel 1424. Ludovico aveva già pagato la somma ed aveva ricevuto l'omaggio feudale previsto, ma dopo che Volrado e sua madre, Margherita di Nassau-Wiesbaden, avevano incontrato l'arcivescovo Konrad a Magonza e l'arcivescovo di Colonia assieme all'amministratore della diocesi di Paderborn, Dietrich II von Moers, Volfrado e suo padre cambiarono radicalmente la loro politica. Citando una promessa resa in precedenza all'arcivescovo di Magonza, Ernico e Volrado revocarono il loro contratto sottoscritto col langravio Ludovico nel 1462 e impegnarono metà della loro contea all'arcivescovo Konrad per 18 000 gulden, aprendo l'uso dei loro castelli nell'area alle milizie magontine. L'arcivescovo Konrad si offrì di rimborsare il langravio del deposito dei 22 000 gulden già spesi per i conti di Waldeck, ma Ludovico rifiutò l'offerta comprendendo il pericolo che si stava lentamente insinuando nelle sue terre. Questi fatti peggiorarono ulteriormente la già delicata questione tra l'Assia e Magonza.

## La guerra
All'inizio dell'estate del 1427, il conte Gottfried von Leiningen, nipote dell'arcivescovo Konrad, assemblò una notevole compagnia di cavalieri presso la città di Fritzlar da cui poi avanzare nella Bassa Assia dove il resto delle truppe di Magonza avrebbero compiuto razzie nelle campagne. Il langravio Ludovico rispose a questa sfida organizzando il proprio esercito presso Gudensburg e devastando le campagne della regione di Magonza e Fritzlar. Il 21 luglio, dopo che Ludovico ebbe rifiutato l'offerta avanzata dall'arcivescovo Konrad di pagare il deposito fatto ai Waldeck, Gottfried rafforzò il proprio esercito con 600 cavalieri e altri fanti prima di lanciarsi in una campagna devastante contro le città dell'Assia di Gudensburg, Felsburg e Melsungen. Nel corso di questa campagna, i villaggi di Geismar, Haddamar, Heimarshausen, Werkel, Wehern, Lohne e Balhorn vennero saccheggiati e ridotti in cenere. Il 23 luglio, mentre i magontini stavano radendo al suolo il villaggio di Udenborn, le forze del langravio Ludovico attraversarono il fiume Eder tra Obermöllrich e Zennern e respinsero le forze nemiche in campo aperto presso il Großenengliser Platte, poco più a sud di Fritzler, dove inflissero loro una pesante sconfitta. Dopo ulteriori sconfitte, Gottfried ed il suo contingente dovettero rifugiarsi a Magonza e poi a Fulda. 
Presso Fulda, l'arcivescovo Konrad aveva già assemblato un secondo esercito per difendere l'abbazia e la città di Fulda. Ad ogni modo, quando le truppe assiane si avvicinarono a Fulda, sia la città che l'abbazia si rifiutarono di garantire la loro protezione ai magontini per le ripetute interferenze dell'arcivescovo nei loro affari interni. Il 3 agosto il langravio Ludovico marciò su Fulda, catturando la città e cacciando sia il coadiutore dell'abate Giovanni, sia il nuovo balivo e reinstallando Giovanni di Merlau come abate. Quando l'arcivescovo Konrad si rifiutò di aprire i castelli dell'area agli assiani, si scatenò un nuovo scontro il 10 agosto 1427, presso Münsterfeld, poco più ad ovest di Fulda. Questa battaglia si concluse con la vittoria delle truppe del langravio e mentre l'arcivescovo riuscì a fuggire, 300 cavalieri magontini finirono prigionieri delle forze dell'Assia.

## Conseguenze
Dopo dei negoziati che si tennero a Francoforte e che durarono due giorni interi, l'arcivescovo Konrad siglò un trattato di pace col langravio Ludovico l'8 dicembre 1427. La pace di Francoforte, come divenne nota, pose fine a secoli di lotte tra l'Assia e Magonza per il dominio della regione. Magonza dovette pagare 44 000 talleri di compensazione per i danni di guerra agli assiani e perdette quasi tutto il proprio territorio nella Bassa Assia e nell'Assia Centrale a favore del langraviato, ad eccezione delle città di Fritzlar, Naumburg, Amöneburg e Neustadt. Il langravio Ludovico restituì ai conti di Waldeck i territori loro spettanti in cambio del pagamento di una somma adeguata e della piena disponibilità nell'uso delle fortificazioni di Hünfeld, Lauterbach, Fischberg, Brückenau, Schildeck, Rockenstuhl e Geisa, in precedenza concesse in uso a Magonza.